# Tenexhueyac
Tenexhueyac är en ort i Mexiko.   Den ligger i kommunen Xochiatipan och delstaten Hidalgo, i den sydöstra delen av landet, 180 km nordost om huvudstaden Mexico City. Tenexhueyac ligger 315 meter över havet och antalet invånare är 468.
Terrängen runt Tenexhueyac är kuperad. Runt Tenexhueyac är det ganska tätbefolkat, med 116 invånare per kvadratkilometer. Närmaste större samhälle är Xochiatipan de Castillo, 4,3 km söder om Tenexhueyac. I omgivningarna runt Tenexhueyac växer huvudsakligen savannskog.